# Normandiet
Normandiet er et område i den nordlige del af Frankrig med hovedbyerne Caen og Rouen. Normandiet har omkring 3,2 millioner indbyggere og dækker et areal på cirka 30.000 km². Caen er hovedby for departementet Calvados og hovedstad for den tidligere administrative region Basse-Normandie, mens Rouen var hovedby i Haute-Normandie og nu i den samlede region Normandie.

## Historie
Denne del af Frankrig blev i vikingetiden hærget af vikinger, der med tiden helt overtog området, fordi Frankrig var svækket af borgerkrig. Navnet Normandiet viser netop tilbage til invasionen af 'mænd fra nord'. I 841 gik det meste af landets krigsmagt til i et internt opgør, og landet kom ikke på fuld styrke før omkring 940. Allerede i 858 fik Berno (Bjørn Jernside? (en søn af Regner Lodbrog)) et len ved Seinens munding til gengæld for, at han holdt andre vikinger væk, hvilket han ikke kunne klare ret længe, da hans folk deserterede.
Senere fik de en formel overdragelse af hele området imod at holde andre vikinger væk. Det skete, da Rollo blev hertug af Normandiet i 911. Der opstod et nyt folkefærd, normannerne, som vikingerne kaldte sig selv, efter at de var blevet franske og kristne. "Norman" betyder "mænd fra nord" og ikke kun nordmænd. Den samtidige kannik Dudo fra St. Quentin oplyser, at Rollo kom fra "Dacia", det vil i denne sammenhæng sige Danmark (og ikke den romerske provins Dakien i det nuværende Grækenland, Bulgarien og især Rumænien), ligesom vikingerne betegnes som "dacer" og "dani". Rollo døde omkring 932 og blev efterfulgt af sin søn og medregent Vilhelm Langsværd, der imidlertid blev myrdet i 942.
Rollos oldebarn, hertug Richard 2. af Normandiet tilbød kong Æthelred af England sin søster som hustru. Dette ægteskab dannede senere baggrunden for det krav, som en senere efterkommer, Vilhelm Erobreren, rejste på den engelske trone. Han var blevet hertug af Normandiet i 1035, og i 1066 indtog han England derfra efter at have sendt en flåde over Den engelske Kanal og besejret sine modstandere i slaget ved Hastings i 1066.
Senere kæmpede Frankrig og England om området, indtil omkring 1450, hvor Frankrig slog England ud af området. (Kanaløerne var og er dog fortsat len under den engelske krone.)
Normandiet havde en selvstændig lovgivning frem til den franske revolution.
Normandiet er berømt for at have lagt jord til militæroperationen D-dag under 2. verdenskrig.
Normandiet er desuden kendt for sin Camembert, sin cider og sin æblebrændevin Calvados.